# 8P/Tuttle
Pour les articles homonymes, voir Tuttle.
8P/Tuttle (appelée aussi comète Tuttle ou comète Méchain-Tuttle) est une comète périodique dans le système solaire. Elle a une période de 13,58 années juliennes. Elle est responsable de l'essaim météoritique des Ursides.

## Historique
La comète a été découverte par Pierre Méchain le 9 janvier 1790, d'où sa première appellation de comète Méchain. Elle est redécouverte le 5 janvier 1858 par Horace Parnell Tuttle qui, en calculant ses éléments orbitaux, note la ressemblance de la comète qu'il a découverte avec celle de 1790. Elle est baptisée alors comète Tuttle car Pierre Méchain, qui l'a observée pendant trois semaines, n'a pas pu en calculer une orbite assez fiable et donc sa période de révolution. Ce nom ne remet cependant pas en cause la paternité de la découverte de Pierre Méchain, officiellement reconnue comme telle par le Minor Planet Center.
La comète a atteint son périhélie pendant l'hiver 2007-2008. Elle est alors passée à 0,25 unité astronomique de la Terre le 2 janvier 2008.

## Comète binaire à contact
Des observations au radar effectuées avec le radiotélescope d'Arecibo en 2008 ont mis en évidence qu'il s'agit d'une comète binaire à contact. Le diamètre de son noyau est estimé à 4,5 kilomètres.

## Tableau récapitulatif des périhélies et observations
Mis à jour le 2 août 2023.
| Périhélie | Observation |
| --- | ----------- |
| 31 janvier 1790 | 8P/1790 A2  |
| 15 novembre 1803 |             |
| 27 mai 1817 |             |
| 15 décembre 1830 |             |
| 24 février 1858 | 8P/1858 A1  |
| 2 décembre 1871 | 8P/1871 T1  |
| 11 septembre 1885 | 8P          |
| 4 mai 1899 | 8P          |
| 28 octobre 1912 | 8P          |
| 28 avril 1926 | 8P          |
| 10 novembre 1939 | 8P          |
| 4 juillet 1953 |             |
| 31 mars 1967 | 8P          |
| 4 juillet 1961 | 8P          |
| 12 janvier 1967 | 8P          |
| 14 décembre 1980 | 8P          |
| 25 juin 1994 | 8P          |
| 27 janvier 2008 | 8P          |
| 27 août 2021 | 8P          |
| 18 avril 2035 |             |
| Légende : - découverte - observée, post-découverte - observée, pré-découverte - non observée, post-découverte - non observée, pré-découverte - retour futur |             |